# Chiesa di San Giovanni Battista della Calza
La chiesa di San Giovanni Battista della Calza è un luogo di culto cattolico facente parte del complesso della Calza, nato nel 1362 come ospedale di San Giovanni Battista, e si trova in piazza della Calza 6, dirimpetto a Porta Romana, nel quartiere di Oltrarno nel centro storico di Firenze.

## Storia

### Cavalieri e cavalleresse

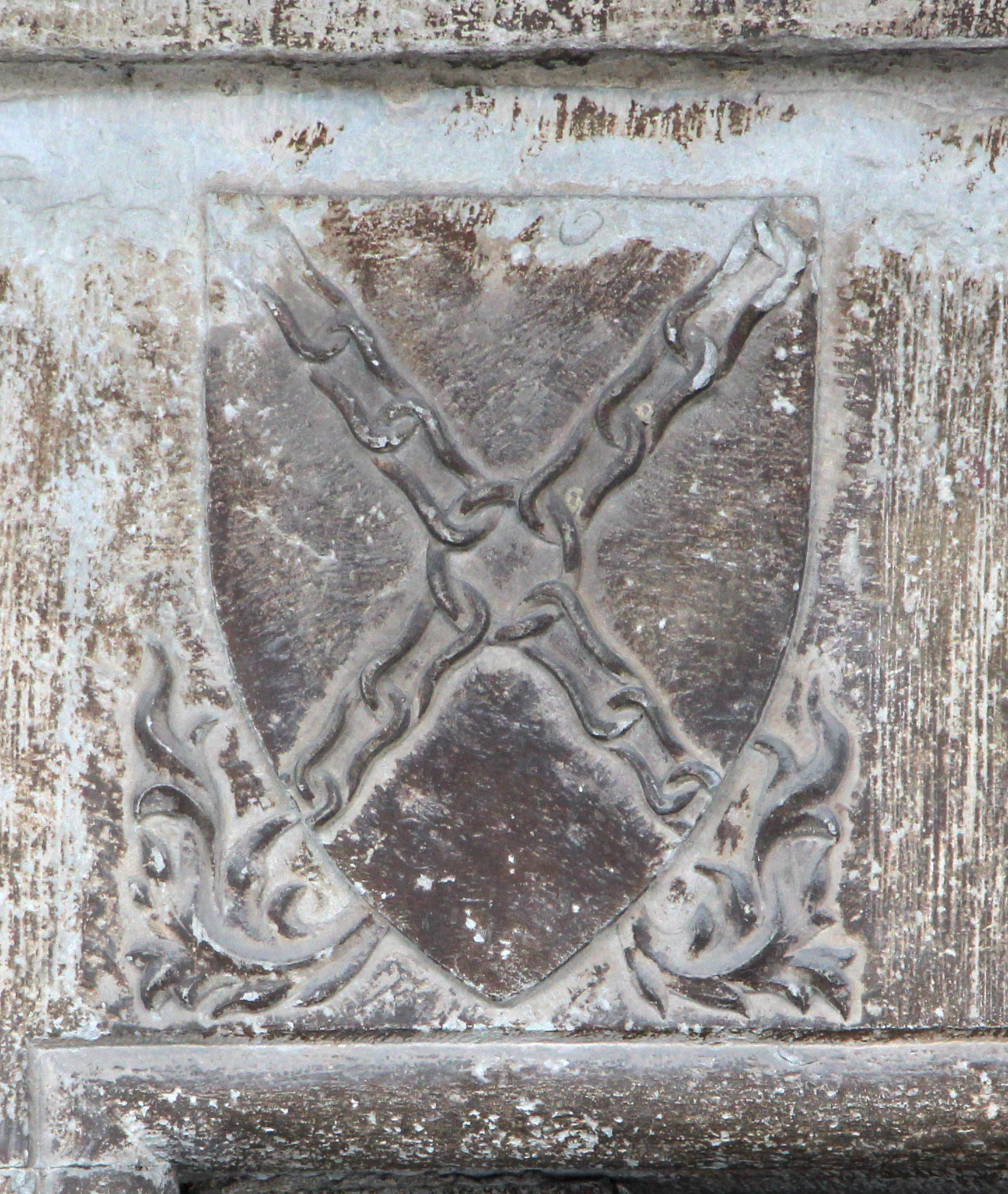
Lo stemma Benini nel portale originale della chiesa

Lungo le attuali via Senese e via Romana molti erano infatti gli oratori, gli ospedali e i ricoveri che davano ospitalità ai pellegrini ed ai viaggiatori diretti a o provenienti da Roma. Nel 1373, il cavaliere di Rodi Bindo Benini fondò in questo punto un ospizio per i pellegrini, dedicato a san Niccolò "dei Frieri" e sotto il patronato degli Ospitalieri di San Giovanni di Gerusalemme.

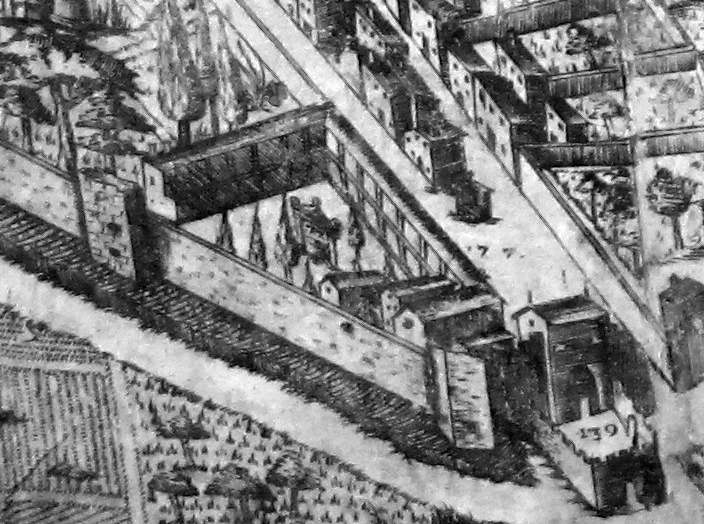
Il complesso nella pianta del Buonsignori (1584-1594)

Nel 1392, fra Riccardo Caracciolo, gran maestro di Rodi, cedette questo convento alle appena costituitesi monache gerosolimitane o cavalleresse di Malta, le quali, al tempo dell'assedio di Firenze dovettero trasferirsi nel più sicuro convento di San Pietro da Morrone in via San Gallo. 

### Gli Ingesuati
Passato il pericolo, si insediarono qui frati Ingesuati, che a loro volta avevano avuto distrutto il loro convento di San Giusto alle Mura fuori Porta a Pinti. Questi frati usavano portare appoggiato sulla spalla un cappuccio allungato a forma di calza, da cui derivò il soprannome di "frati della calza", finendo per dare il nome a tutto il complesso e, tuttora, alla piazza antistante. Essi si portatono dietro le tavole del Perugino e dl Ghirlandaio, che stettero in questa chiesa fino alle soppressioni leopoldine, entrando poi nelle collezioni dell'Accademia di Belle Arti, e poi trasferite agli Uffizi.
I frati ingesuati erano abilissimi maestri nel fabbricare vetrate artistiche a colori: essi abitavano nel convento di San Giusto alle Mura, fuori di porta a Pinti. La chiesa fu allora ridedicata a san Giusto, in ricordo del distrutto loro primo convento. 

### Altri usi successivi
Soppresso l'ordine degli ingesuati nel 1668, papa Clemente X ridusse il convento e la chiesa in Commenda Abbaziale (1670), condizione che tuttavia fu mantenuta solo per due anni, quindi seguita da rapidi passaggi di proprietà pur sempre nell'ambito di istituzioni religiose. In particolare tra il 1672 e il 1677 il complesso fu occupato dalla Pia Casa di Rifugio di San Filippo Neri (popolarmente detta Pia Casa dei Monellini) e quindi venduto ai Minori Osservanti della Riforma di Fiesole. Nel 1780 il complesso fu acquistato dalla Congregazione dei sacerdoti di San Salvatore dell'Arcivescovo, tornando a riprendere la denominazione che già aveva avuto nei secoli precedenti, quella appunto di San Giovanni Battista, ma mantenendo l'appellativo "della Calza" per distinguerlo da altri complessi religiosi cittadini dedicati al patrono di Firenze. 
Nel 1850 vi fu aperto un asilo per i chierici poveri di campagna che venivano a studiare a Firenze, diventando seminario minore. 

### Epoca contemporanea
Nel 1920, su commissione del cardinale Alfonso Mistrangelo, il convitto fu interessato da lavori di ampliamento e restauro su progetto dell'architetto Giuseppe Castellucci, al quale si deve anche la realizzazione di una cappella cardinalizia (qui sono tre vetrate disegnate da Ezio Giovannozzi). Nel 1936 il complesso fu acquisito dalle suore dell'Adorazione Perpetua che provvidero nel corso del tempo a importanti lavori di adeguamento, ripristino e restauro. In particolare si data attorno al 1970 un importante cantiere diretto dall'ingegnere Chiostrini. Acquistato nel 1987 dall'Ente Arcidiocesi di Firenze fu riaperto nel 1992 come centro di ospitalità per sacerdoti anziani. Grazie ai fondi resi disponibili in occasione del Giubileo del 2000 si intervenne nuovamente tra il 1998 e il 2001 con un ampio progetto di ristrutturazione volto a potenziare la possibilità ricettiva, messo a punto da Filippo Tosetti (al quale fu affidata anche la direzione dei lavori), Stefano Grazian, Carlo Blasi. Parallelamente, sotto l'area del chiostro, fu realizzato un auditorium ipogeo da 450 posti su progetto dello studio Comes (architetti Carlo e Francesca Blasi, ingegnere Susanna Carfagni) con la collaborazione dell'architetto Enrico Miceli e dell'ingegnere Fabrizio Sottili. 
Nel dicembre 2019 la struttura è stata venduta a privati. Tuttavia con la crisi della ricettività legata alla pandemia di Covid-19 e nella difficoltà di raggiungere un accordo sulla destinazione del complesso tra la nuova proprietà, il Comune e la soprintendenza, la struttura è rimasta da allora chiusaArticolo sul Corriere Fiorentino.

## Descrizione

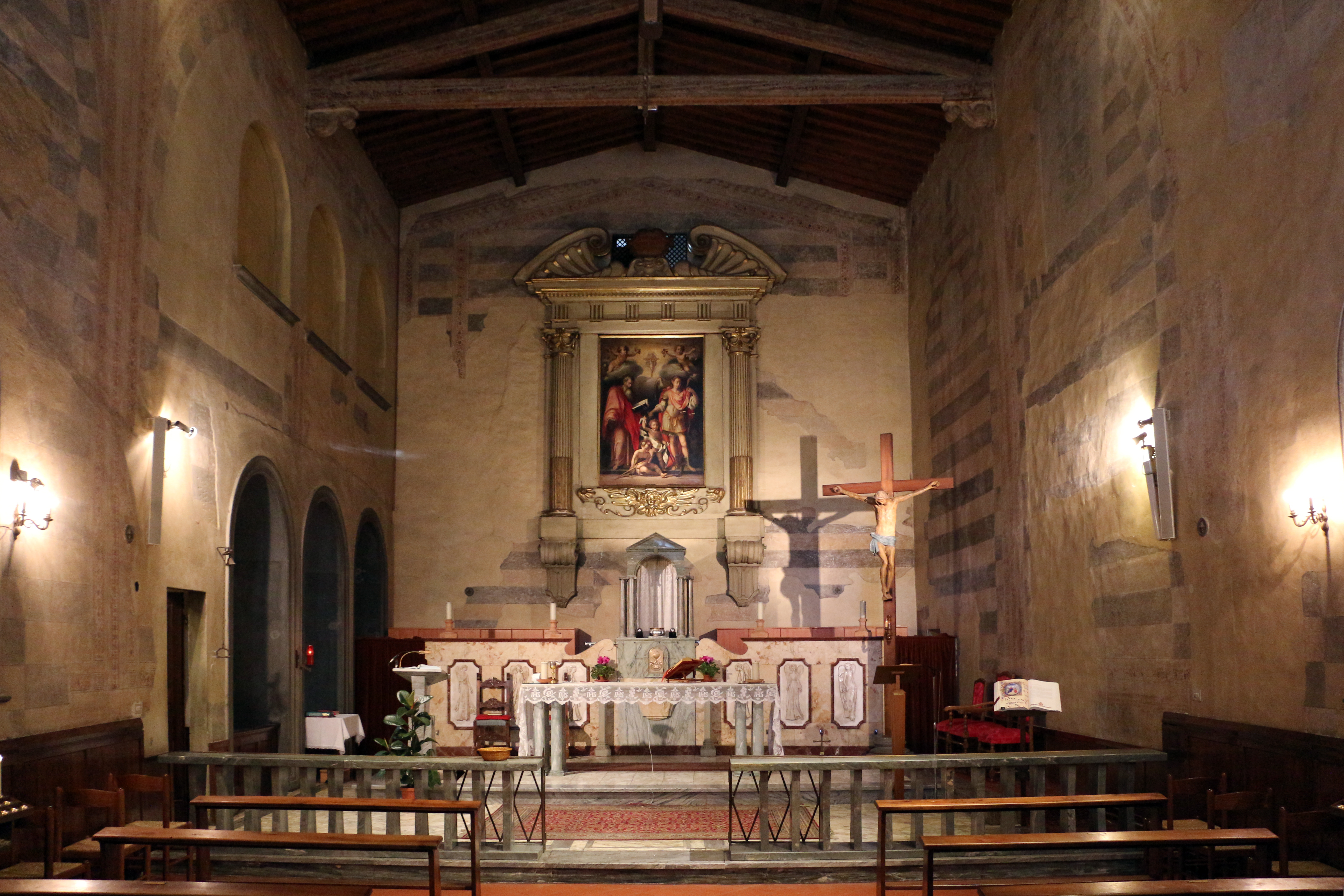
Interno della chiesa

### La chiesa
Nella piccola chiesa, che in origine era un semplice oratorio, sono conservate alcune opere che i frati portarono dal loro convento fuori da Porta a Pinti distrutto in occasione dell'assedio di Firenze del 1529 dalle truppe imperiali. L'architettura al suo interno è semplice in ricordo della regola dei frati, mentre all'epoca precedente risale il tipico coro rialzato, dal quale le monache assistevano alla funzione nascoste dalle grate. Sull'altar maggiore si trova la pala dell'Empoli e bottega con San Giovanni evangelista e l'arcangelo Gabriele.

### Il convento
Si accede al convento da un portale decorato da un busto del Salvatore, forse settecentesco, sotto il quale si legge nell'architrave "PER ME SI QVIS INTROIERIT SALVABITVR" ("chiunque entrerà attraverso di me sarà salvato"). Tra due finestre ad inferriata del pianterreno, è una lapide con un bando dei Signori Otto di Guardia e Balia: 
| LI SPETTALI SS. OTTO DI GVARDIA E BALIA DELLA CITTÀ DI FIRENZE PROIBISCNO A QVAL SISIA PSONA DI QVALSIVOGLIA STATO · GRADO E CONDIZ.NE IL GIOCARE A CARTE PALLA PALLOTTE FORMA O RVZZOLA E A QUALSISIA ALTRA SORTE DI GIOCO NESSVNO ECCETTVATO PRESSO LA CHIESA DI S. GIO. BATTA DE.LA CALZA DALLA PORTA E PIAZZA A BA 100 P OGNI VERSO ALLA PENA DI SCVDI 2 DI CATTVRA OLTRE L'ALTRE PENE IMPOSTE DALLE LEGGI SOPA TALI TRASGRESNI DISPONETI P. M. GIVSEPPE VESINI CAN. MAGRE DOMENICO GROPPI COAD. |

La trascrizione in italiano corrente è: «Gli spettabili Signori Otto di Guardia e Balìa della città di Firenze proibiscono a qualsiasi persona di qualsivoglia stato, grado e condizione di giocare a carte, a palla, a pallottole, alla forma o alla ruzzola o a qualsiasi altro tipo di gioco, nessuno escluso, nei pressi della chiesa di San Giovanni Battista della Calza dalla porta e nella piazza a braccia 100 (circa 500-600 metri) in ogni verso, pena una multa di 2 scudi, la cattura, e le altre pene imposte dalle leggi su tali trasgressioni, su disposizione del pubblico magistrato Giuseppe Vesini e del cancelliere maggiore Domenico Groppi coadiuvatore». Il Vesini fu magistrato nei primi due decenni del Settecento, come si legge nel bando contro l'alloggio di prostitute in via dei Girolami (datato 1701), e in quello perduto (ma noto dalla trascrizione del Bigazzi) che vietava i rumori presso il convento della Nunziatina (oggi Albergo Popolare) in via della Chiesa (datato 1714).

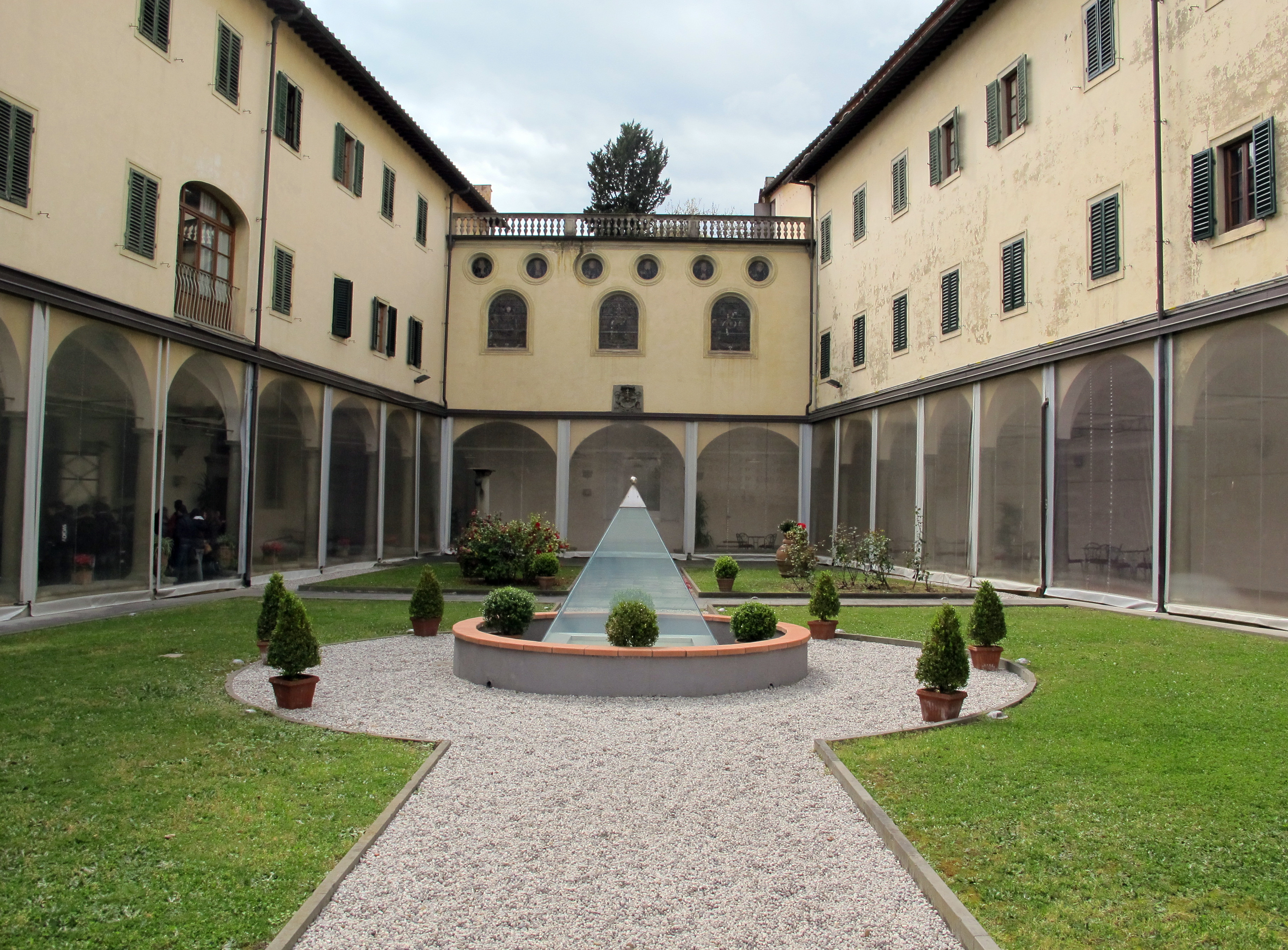
Il chiostro

Al Quattrocento risale il chiostro di forma allungata e irregolare a trapezio, sul quale si trovano alcune opere d'arte come la robbiana della Deposizione, nello stile di Giovanni della Robbia, e alcuni affreschi, come una Crocifissione.
Nel refettorio dell'ex-convento è conservato il Cenacolo dipinto dal Franciabigio nel 1514. Nello stesso ambiente si trovano alcuni affreschi alle pareti con varie scene, tra cui una serie delle Opere di Misericordia inscenate da vari santi, opera di un team di artisti fiorentini del XVIII secolo (Tommaso Gherardini, Giuseppe Zocchi, Giuseppe Gricci e Giulio Mannaioni).

## Opere già in San Giovanni Battista della Calza
- Perugino
  - Orazione nell'orto, oggi agli Uffizi
  - Pietà, oggi agli Uffizi
  - Crocifissione, oggi agli Uffizi
- Ghirlandaio
  - Sacra conversazione degli Ingesuati, oggi agli Uffizi

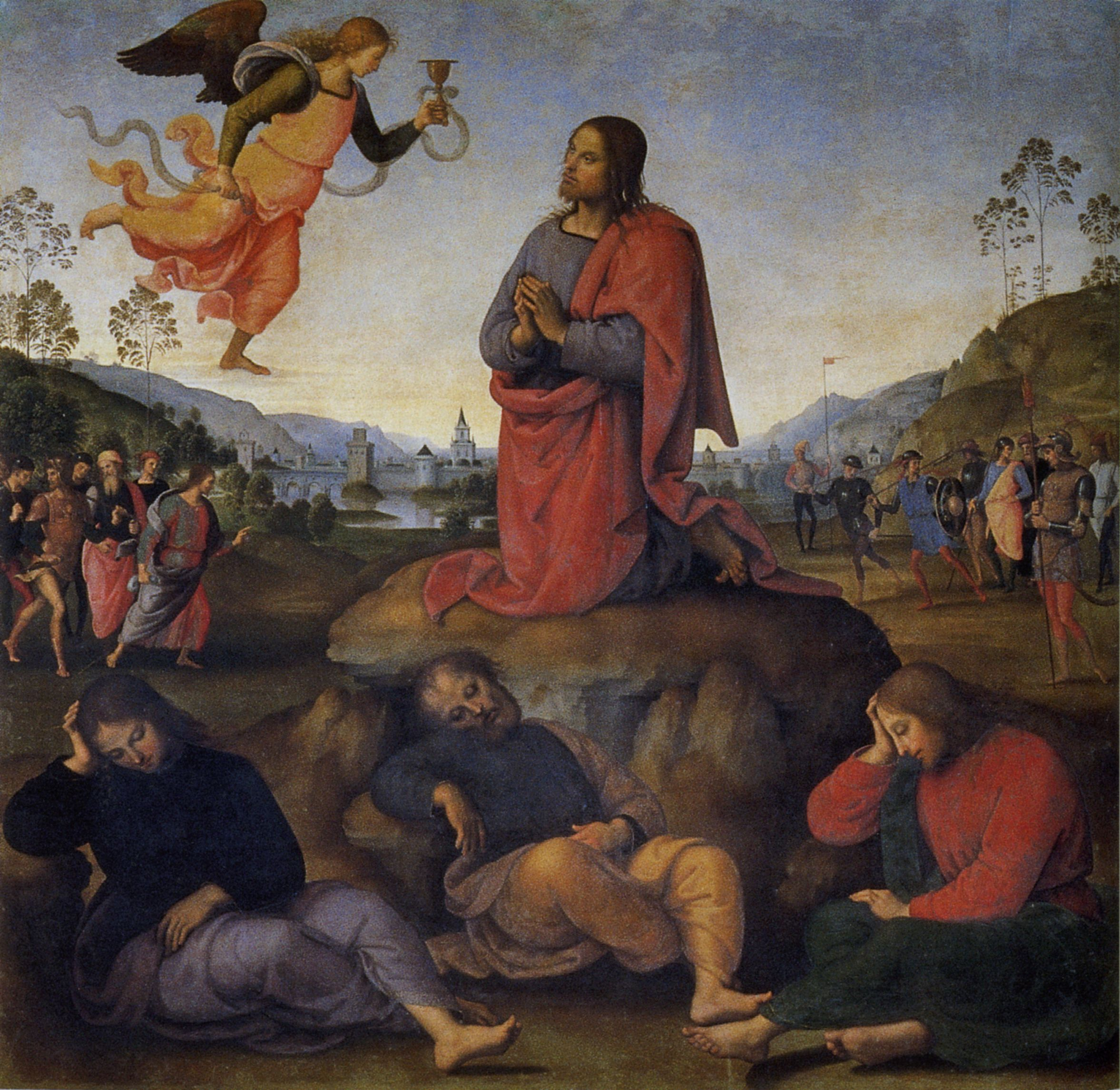
Orazione nell'orto del Perugino
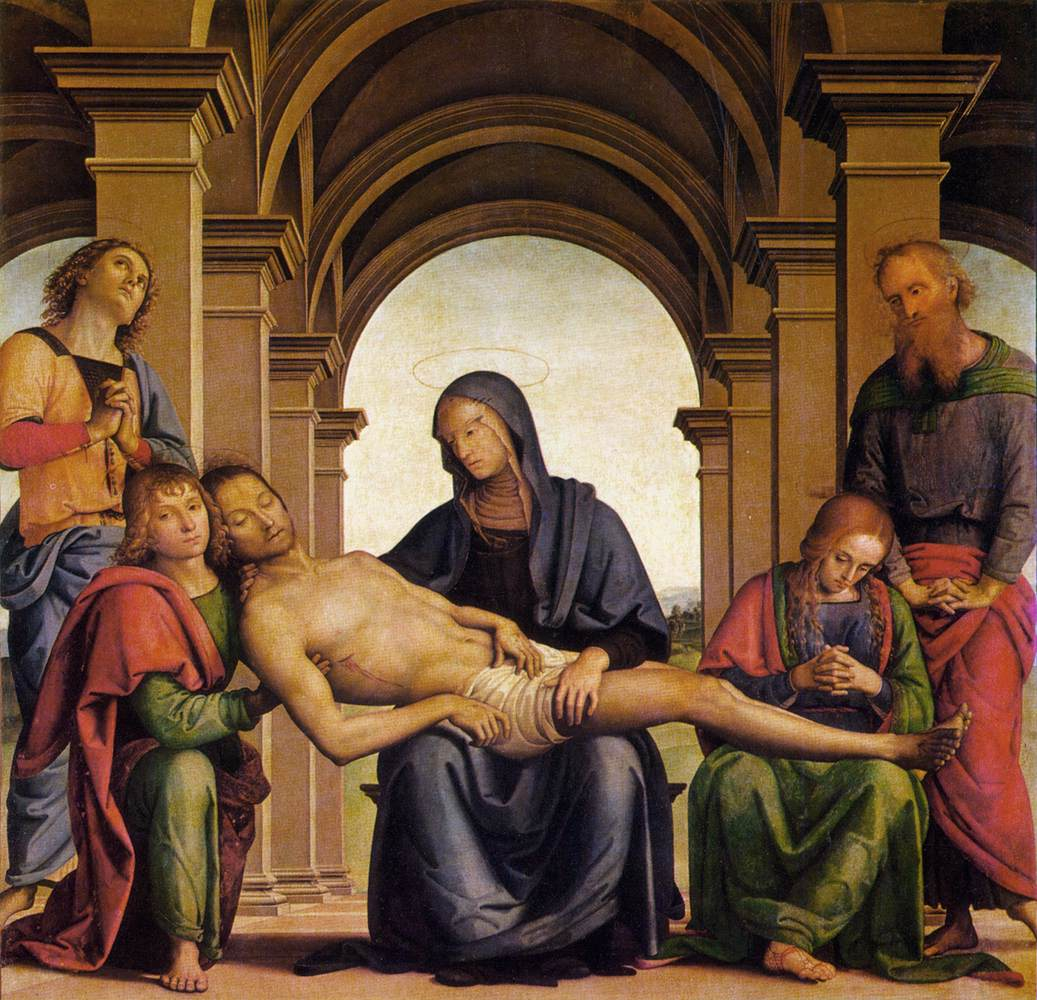
Pietà del Perugino
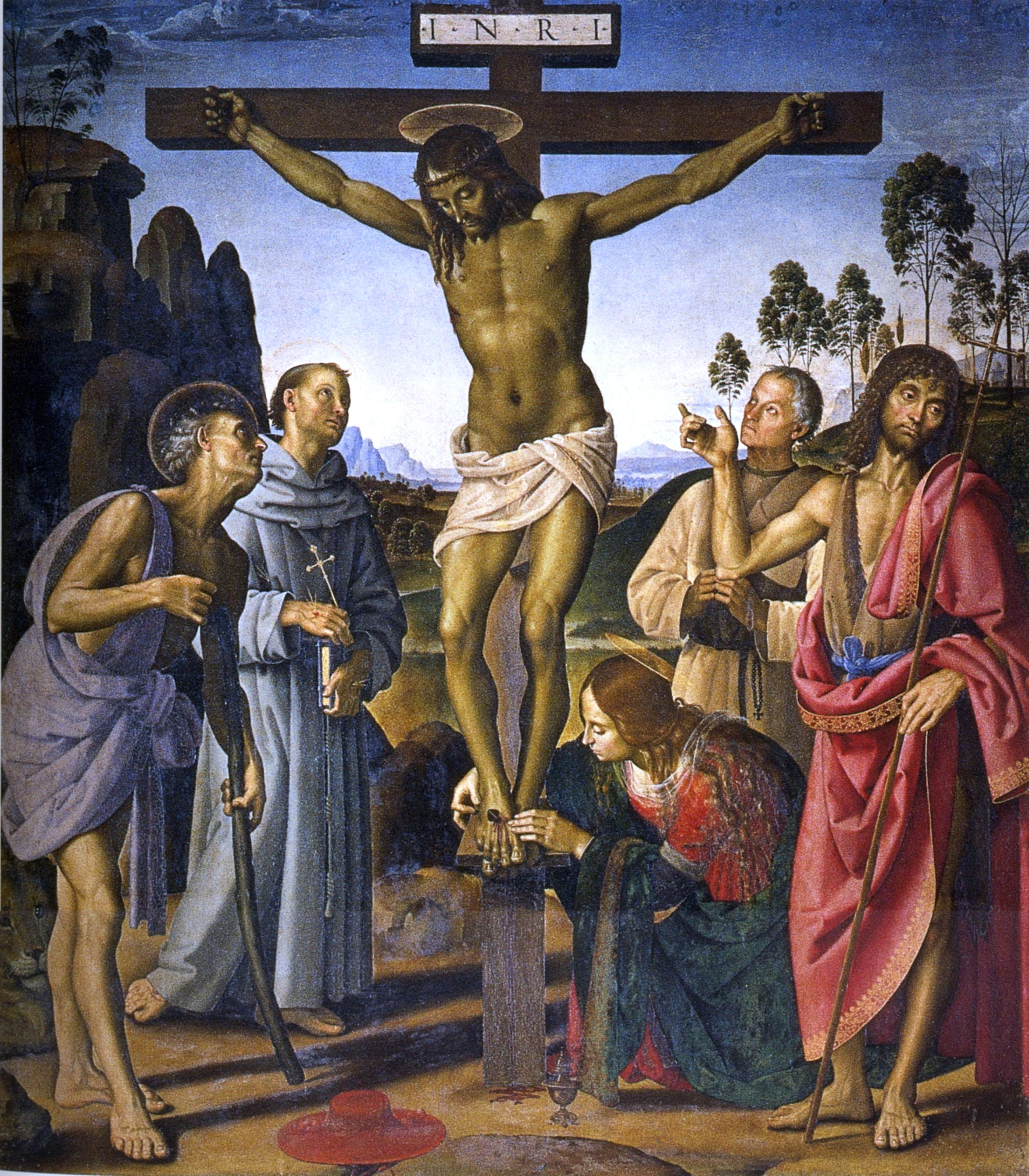
Crocifissione del Perugino
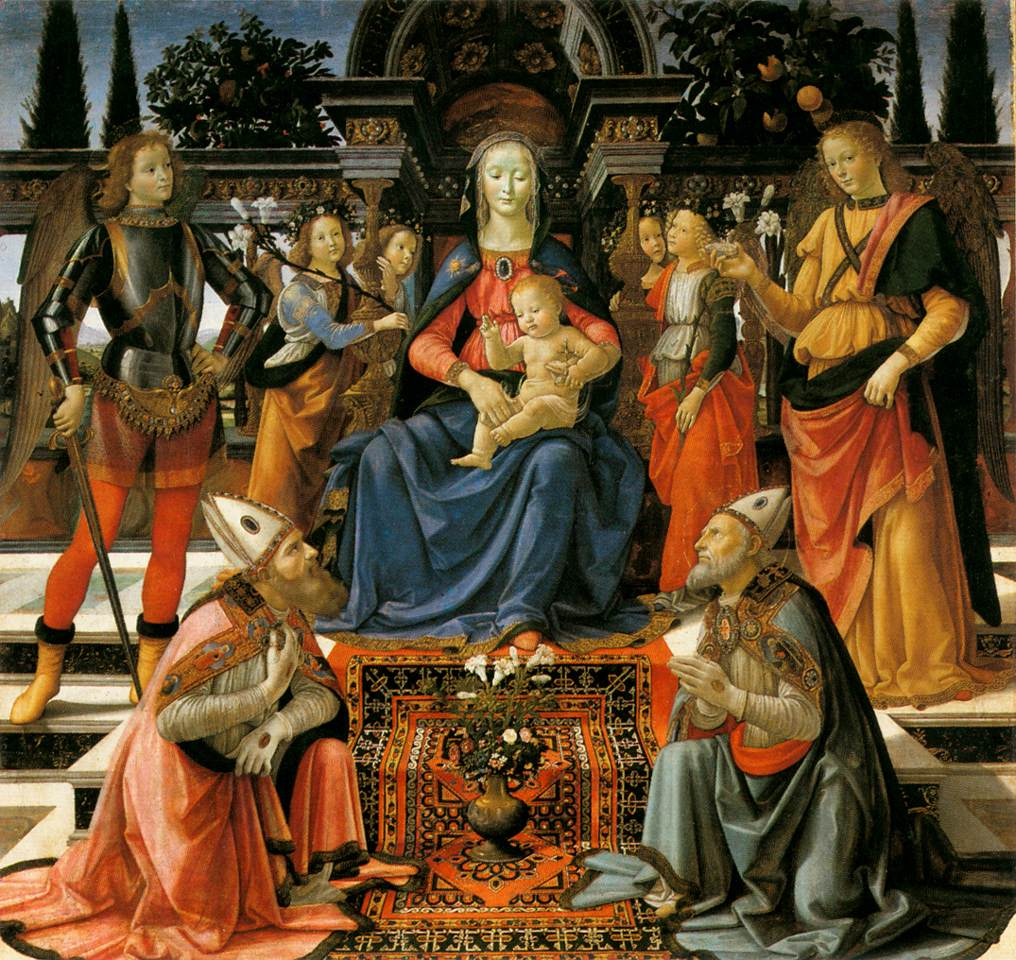
Sacra conversazione degli Ingesuati del Ghirlandaio

## Note

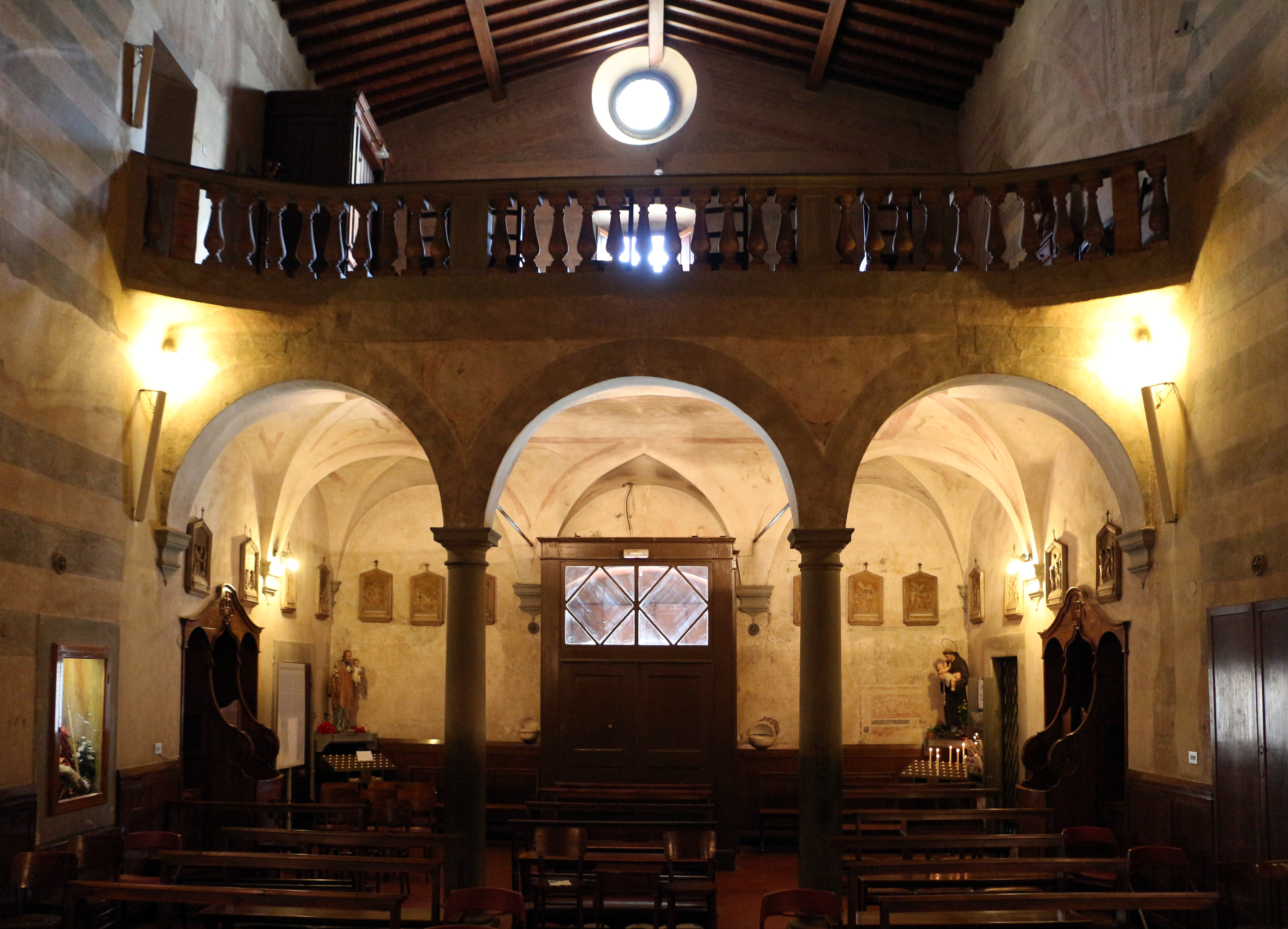
Il coro

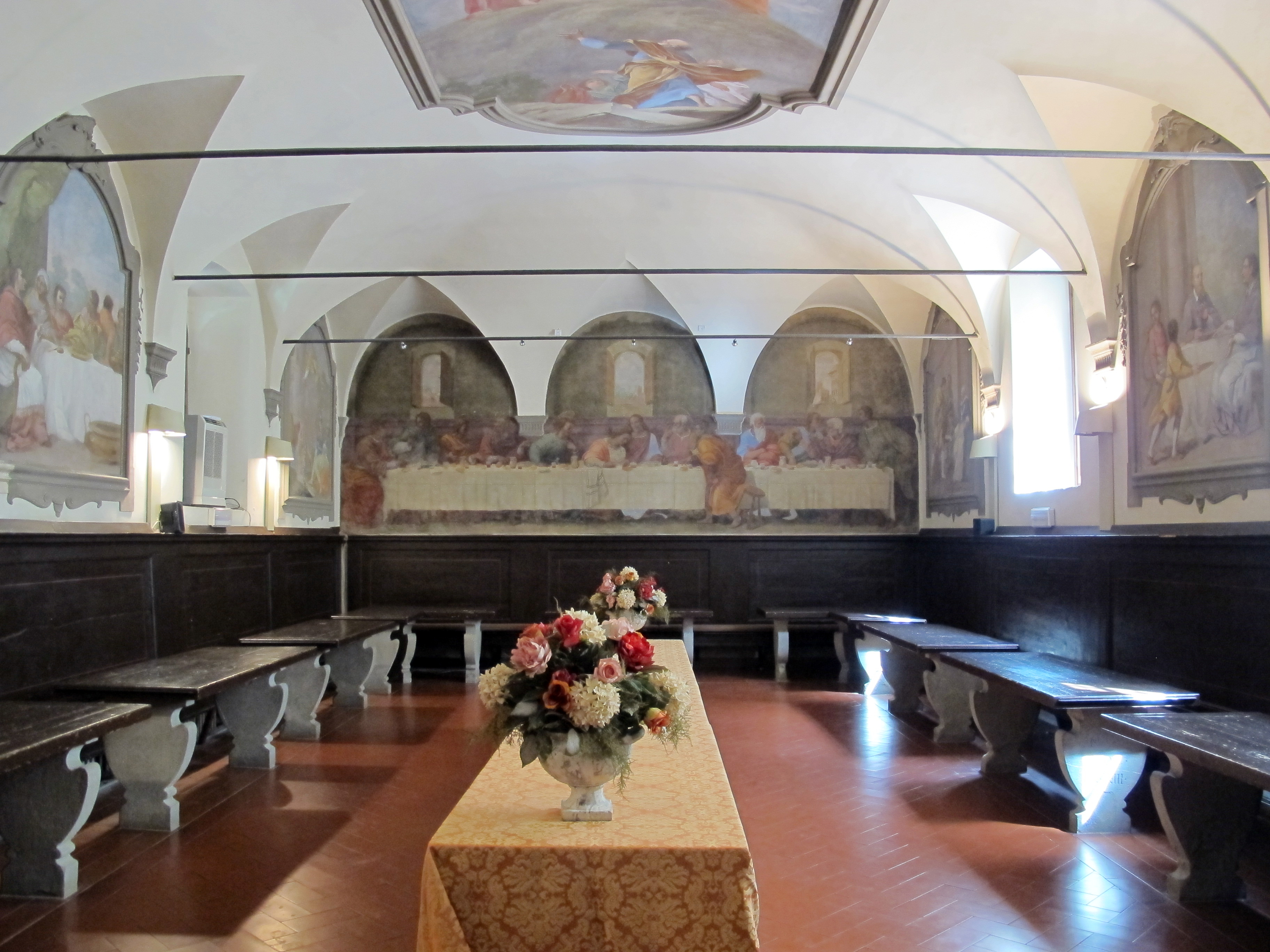
Il refettorio